# Плайсбах
Плайсбах (нем. Pleisbach, раньше также Pleissbach) — река в Германии, протекает по земле Северный Рейн-Вестфалия. Площадь бассейна составляет 89,804 км². Длина — 24,3 км.
Река образуется в результате слияния ручьёв Логебах и Квирренбах.
Вдоль реки расположен природный заповедник, созданный с целью сохранения приречных лугов и населяющей их флоры и фауны. Также с целью сохранения природного ландшафта на километр был удлинён туннель высокоскоростной железнодорожной линии Кёльн — Франкфурт-на-Майне.
Впадает в реку Зиг недалеко от города Санкт-Августин.